# Бабаево (Мишкинский район)
Баба́ево (баш. Бабай) — село в Мишкинском районе Республики Башкортостан Российской Федерации. Входит в состав Камеевского сельсовета.

## География

### Географическое положение
Расстояние до:
- районного центра (Мишкино): 16 км,
- центра сельсовета (Камеево): 4 км,
- ближайшей ж/д станции (Загородная): 135 км.

## Население
| 2002 | 2009 | 2010 |
| ---- | ---- | ---- |
| 283  | ↘252 | ↘190 |

Национальный состав
Согласно переписи 2002 года, преобладающая национальность — татары (94 %).

## Религия
В селе есть мечеть.